# Wit-Rusland op de Olympische Winterspelen 2006
Tijdens de Olympische Winterspelen van 2006 die in Turijn werden gehouden nam Wit-Rusland deel met 28 sporters. Er werd een zilveren medaille gewonnen door Dmitri Dasjinski bij het freestyleskiën

## Deelnemers
| Sport                  | Naam                         | Discipline                                                                         | Klassering        | Resultaten                                                        |
| ---------------------- | ---------------------------- | ---------------------------------------------------------------------------------- | ----------------- | ----------------------------------------------------------------- |
| Biatlon mannen         | Vladimir Dratchev            | 10 km sprint 20 km                                                                 | 63e 43e           | 29.48,3 (3) 59.59,5 (4)                                           |
| Biatlon mannen         | Sergej Novikov               | 10 km sprint 12,5 km achtervolging 20 km 4x 7,5 km estafette                       | 32e 24e 11e       | 28.18,5 (1) op 3.29,4 (4) 58.02,6 (3) 1:25.04,1(15)               |
| Biatlon mannen         | Oleg Ryzhenkov               | 10 km sprint 12,5 km achtervolging 4x 7,5 km estafette                             | 30e 29e 11e       | 28.15,9 (1) op 3.17,6 (5) 1:25.04,1 (15)                          |
| Biatlon mannen         | Rustam Valiullin             | 10 km sprint 12,5 km achtervolging 20 km 4x 7,5 km estafette                       | 25e 28e 46e 11e   | 28.08,4 (2) op 3.12,5 (5) 1:00.04,1 (5) 1:25.04,1(15)             |
| Biatlon mannen         | Alexandre Syman              | 20 km 4x 7,5 km estafette                                                          | 72e 11e           | 1:03.31,4 (7) 1:25.04,1(15)                                       |
| Biatlon vrouwen        | Ludmilla Ananko              | 7,5 km sprint 10 km achtervolging 4x 6 km estafette                                | 42e - 4e          | 24.36,1 (1) dnf 1:19.19,6 (8)                                     |
| Biatlon vrouwen        | Ekaterina Ivanova            | 7,5 km sprint 10 km achtervolging 15 km 4x 6 km estafette                          | 37e 29e 44e 4e    | 24.30,8 (4) op 5.31,9 (7) 56.09,7 (6) 1:19.19,6 (8)               |
| Biatlon vrouwen        | Olga Nazarova                | 7,5 km sprint 10 km achtervolging 12,5 km achtervolging 15 km 4x 6 km estafette    | 8e 7e 6e 8e 4e    | 22.53,2 (0) op 2.26,1 (3) op 1.14,0 (?) 51.59,6 (2) 1:19.19,6 (8) |
| Biatlon vrouwen        | Ksenia Zikounkova            | 15 km                                                                              | 76e               | 1:02.17,5 (8)                                                     |
| Biatlon vrouwen        | Olena Zubrilova              | 7,5 km sprint 10 km achtervolging 12,5 km achtervolging 15 km 4x 6 km estafette    | 5e 25e 16e 14e 4e | 22.40,5 (2) op 4.59,3 (8) op 2.35,8 (?) 52.55,6 (1) 1:19.19,6 (8) |
| Freestyleskiën mannen  | Dmitri Dasjinski             | Aerials                                                                            | Zilver            | Kw. 249.34 (130.31 / 119.03) Finale 248.68 (131.42 / 117.26)      |
| Freestyleskiën mannen  | Alexei Grishin               | Aerials                                                                            | 4e                | Kw. 242.87 (115.43 / 127.44) Finale 245.18 (123.90 / 121.28)      |
| Freestyleskiën mannen  | Anton Kushnir                | Aerials                                                                            | 8e                | Kw. 226.33 (121.24 / 105.09) Finale 227.66 (124.56 / 103.10)      |
| Freestyleskiën mannen  | Dmitri Rak                   | Aerials                                                                            | 24e               | Kw. 172.47 (86.63 / 85.84)                                        |
| Freestyleskiën vrouwen | Oly Slivets                  | Aerials                                                                            | 5e                | Kw. 163.20 (88.72 / 74.48) Finale 177.75 (87.50 / 90.25)          |
| Freestyleskiën vrouwen | Alla Tsuper                  | Aerials                                                                            | 10e               | Kw. 168.99 (88.83 / 80.16) Finale 137.84 (53.58 / 84.26)          |
| Langlaufen mannen      | Sergei Dolidovich            | 50 km vrije stijl, massastart                                                      | 12e               | 2:06.22,4                                                         |
| Langlaufen mannen      | Alexander Lasutkin           | 15 km klassiek 50 km vrije stijl, massastart                                       | 19e 40e           | 39.35,3 2:08,40,4                                                 |
| Langlaufen vrouwen     | Ludmila Korolik Shablouskaya | 10 km klassiek 15 km achtervolging 30 km vrije stijl, massastart 4x 5 km estafette | 30e 44e 26e 15e   | 30.23,6 47.07,2 1:27.44,4 58.19,5                                 |
| Langlaufen vrouwen     | Viktoria Lopatina            | 30 km vrije stijl, massastart Sprint                                               | 44e -             | 1:31.47,3 3e in Kwartfinale 3                                     |
| Langlaufen vrouwen     | Ekaterina Rudakova Bulauka   | 15 km achtervolging Sprint 4x 5 km estafette                                       | 49e - 15e         | 48.09,2 Kw. 2.23,19 58.19,5                                       |
| Langlaufen vrouwen     | Alena Sannikova              | 10 km klassiek 15 km achtervolging 30 km vrije stijl, massastart 4x 5 km estafette | 29e 43e 35e 15e   | 30.15,1 47.05,6 1:29.30,4 58.19,5                                 |
| Langlaufen vrouwen     | Olga Vasiljonok              | 15 km achtervolging 30 km vrije stijl, massastart Sprint 4x 5 km estafette         | 51e 34e - 15e     | 48.20,4 1:29.22,8 5e in kwartfinale 4 58.19,5                     |
| Kunstschaatsen         | Sergej Davydov               | Mannen                                                                             | 15e               | 184.59; korte kür 64.65, lange kür 119.24 pnt.                    |
| Schaatsen vrouwen      | Svetlana Radkevitsj          | 500m 1000m                                                                         | 27e 33e           | 80,36; 40,45 / 39,91 1.20,11                                      |
| Schansspringen         | Maksim Anisimov              | K90 K120                                                                           | -                 | Kw. 68.6 pnt. Kw. 108.0 pnt., 1e ronde 110.5 pnt.                 |
| Schansspringen         | Petr Chaadaev                | K90 K120                                                                           | -                 | Kw. dq Kw. 95.5 pnt.                                              |
| Shorttrack vrouwen     | Julia Elsakova               | 500m 1000m 1500m                                                                   | -                 | Kw. 3e in heat 8 Kw. 3e in heat 3 Kw. 5e in heat 2                |

Albanië · Algerije · Amerikaanse Maagdeneilanden · Andorra · Argentinië · Armenië · Australië · Azerbeidzjan · België · Bermuda · Bosnië en Herzegovina · Brazilië · Bulgarije · Canada · Chili · China · Chinees Taipei · Costa Rica · Cyprus · Denemarken · Duitsland · Estland · Ethiopië · Finland · Frankrijk · Georgië · Griekenland · Groot-Brittannië · Hongarije · Hongkong · Ierland · IJsland · India · Iran · Israël · Italië · Japan · Kazachstan · Kenia · Kirgizië · Kroatië · Letland · Libanon · Liechtenstein · Litouwen · Luxemburg · Macedonië · Madagaskar · Moldavië · Monaco · Mongolië · Nederland · Nepal · Nieuw-Zeeland · Noord-Korea · Noorwegen · Oekraïne · Oezbekistan · Oostenrijk · Polen · Portugal · Roemenië · Rusland · San Marino · Senegal · Servië en Montenegro · Slovenië · Slowakije · Spanje · Tadzjikistan · Thailand · Tsjechië · Turkije · Venezuela · Verenigde Staten · Wit-Rusland · Zuid-Afrika · Zuid-Korea · Zweden · Zwitserland